# Cessna
Cessna Aircraft Company je ameriški proizvajalec športnih, poslovnih letal in v preteklosti tudi vojaških letal. Družba ima sedež v Wichiti, zvezni državi Kansas. Cessna je podružnica konglomerata Textron. Cessna je največji proizvajalec od "Velikih treh" proizvajalcev športnih letal v 20. stoletju, ostala dva sta bila Beechcraft in Piper. Cessna je v svoji zgodovini prodala več civilnih letal kot vsi ostali proizvajalci skupaj, večina letal so prodali do leta 1986. Najbolj proizvajan model je Cessna 172 zaradi svoje univerzalnosti in ker je izredno dolgo na trgu. V 21. stoletju je vodilno vlogo v prodaji prevzel Cirrus z modelom SR22. 
Cessna je naredila nekaj najpopularnejših civilnih letal v zgodovini: 
- Cessna 152,
- Cessna 172,
- Cessna 182,
- Cessna 206,
- Cessna 210,
- Cessna 310,
- Cessna 340,
- Cessna 421,
- Cessna Citation 560 Excel,
- Cessna Citation 750 X

Proizvedla je tudi nekaj legendarnih vojaških letal: 
- O-2 Skymaster,
- O-1 Bird Dog,
- T-37 Tweet,
- AT-17 Bobcat,
- T-41 Mescalero,
- T-47,
- T-51

## Zgodovina
- Junija 1911: Clyde Cessna, kmet iz Kansasa, je zgradil svoje lastno letalo in letel z njim. Potem je začel s svojim lastnim podjetjem v kraju Enid, Oklahoma, kjer je izdeloval letala iz lesa in blaga. Potem se je preselil v Wichito, ker mu bankirji v Enidu niso posodili denarja.[3]
- 1927: je bila ustanovljena firma Cessna Aircraft, ko sta Clyde Cessna in Victor Roos postala partnerja v firmi Cessna-Roos Aircraft Company. Roos je potem po enem mesecu prekinil partnerstvo [4] Istega leta so iz imena izpustili Roosov priimek.[5]
- 29. oktober 1929: Cessna DC-6 je bila certificirana na isti dan, ko se je zlomila borza na Wall Streetu.[6]
- 1932: Cessna Aircraft Company je nehala poslovati zaradi velike gospodarske krize.
- 1934: Dwane Wallace prevzame družbo in doseže v velik uspeh.[7]
- 1933: Cessna CR-3 postavi rekord v svoji kategoriji.[8]
- 1937: Cessna C-37 postane prvo Cessnino vodno letalo.[9]
- 1940: Ameriška vojska naroči izdelavo 33 letal Cessna T-50. Kasneje istega leta kanadske letalske sile naročijo 180 letal T-50.[10]
- 1946: Cessna se vrne v komercialne vode in izdela Model 120 in Model 140. Spremenijo način dela. Uvedejo v celoti kovinska letala.[11][12]
- 1948: Model 140 prejme nagrado "Outstanding Plane of the Year.[13]
- 1955: Cessna izdela svoj prvi helikopter Cessna CH-1.[14]
- 1956: Cessna da v prodajo Cessna 172, ki postane največkrat proizvedeno letalo v zgodovini.[15]
- 1960: Cessna se poveže zReims Aviation iz Francije.[16] 1963  Cessna proizvede svoje 50.000. letalo.[17]
- 1969: Cessna proizvede svoje prvo poslovno letalo Cessna Citation I.[18]
- 1975: Cessna proizvede svoje 100.000. letalo.[19]
- 1985: Cessna prevzame General Dynamic Corporation. Začne se proizvodnja Cessna Caravan.[20]
- 1992: General Dynamics proda Cessno firmi Textron Inc.[21]
- 27. november 2007: Cessna prevzame bankrotirano letalsko podjetje Columbia Aircraft za 26,4 milijonov USD in nadaljuje s proizvodnjo letal Columbia 350 in 400 pod imenoma Cessna 350 in Cessna 400 v tovarni Bend v Oregonu.[22][23]

- Antični modeli letal Cessna - tovarna ne zagotavlja več rezervnih delov
- Cessna model A
- Cessna AT-17 Bobcat
- Cessna 120/140
- Cessna 170
- Cessna 180
- Cessna 185 Skywagon
- Cessna 190

## Letala trenutno v proizvodnji
Trenutno so v proizvodnji sledeči modeli
- Cessna 172 – enomotorno 4-sedežno visokokrilno letalo, v proizvodnji od 1956-1986, 1996-danes
- Cessna 182 – enomotorno 4-sedežno visokokrilno letalo 1956-1986, 1998-danes
- Cessna 206 – enomotorno 6-sedežno visokokrilno letalo, v proizvodnji od leta 1962-1986, 1998-danes
- Cessna 208 – enomotorno turbopropelersko visokokrilno letalo, v proizvodnji od 1984
- Cessna 408 SkyCourier – dvomotorno turbopropelersko visokokrilno letalo, v proizvodnji od 2022
- Cessna 525 – dvomotorno lahko poslovno letalo, v proizvodnji od 1991
- Cessna 560XL –  dvomotorno poslovno letalo, v proizvodnji od 1996
- Cessna Citation 680A Latitude – dvomotorno poslovno letalo, v proizvodnji od 2014
- Cessna Citation 700 Longitude– dvomotorno poslovno letalo, v proizvodnji od 2019

## Vsi modeli
- Cessna Comet
- Cessna Model A
  - Cessna Model AA
  - Cessna Model AC
  - Cessna Model AF
  - Cessna Model AS
  - Cessna Model AW
  - Cessna Model BW
- Cessna CG-2 P
- Cessna CH-1
  - Cessna CH-4 (Am. vojaška oznaka: YH-41)
- Cessna Model CR-1
- Cessna Model CR-2
- Cessna Model CR-3
- Cessna Model CW-6
- Cessna Model C-34 (Am. vojaška oznaka: UC-77B)
- Cessna Model C-37 (Am. vojaška oznaka: UC-77C)
- Cessna Model C-38
- Cessna Model C-39
- Cessna Model C-145
- Cessna Model C-165 (Am. vojaška oznaka: UC-94)
- Cessna Model EC-1
- Cessna Model EC-2
- Cessna Model DC-6 (Am. vojaška oznaka: UC-77 in UC-77A)
- Cessna NGP
- Cessna T-50 Bobcat (Am. vojaška oznaka: AT-8, AT-17, C-78 in JRC)

- Cessna 120
- Cessna 140
- Cessna 142
- Cessna 150 Commuter, Patroller & Aerobat (Am. vojaška oznaka: T-51)
- Cessna 152
- Cessna 160
- Cessna 162 Skycatcher
- Cessna 165 Airmaster
- Cessna 170
- Cessna 172 Skyhawk (Am. vojaška oznaka: Cessna T-41 Mescalero)
- Cessna 175 Skylark
- Cessna 177 Cardinal
- Cessna 180 Skywagon
- Cessna 182 Skylane
- Cessna 185 Skywagon (Am. vojaška oznaka: U-17)
- Cessna 187
- Cessna 188 AGwagon, AGpickup, AGtruck, in AGhusky
- Cessna 190
- Cessna 195 (Am. vojaška oznaka: LC-126 in U-20)
- Cessna 205 Super Skywagon
- Cessna 206 Stationair & Super Skylane
- Cessna 207 Skywagon, Stationair 7 & 8 (Am. vojaška oznaka: U-26)
- Cessna 208 Caravan (Am. vojaška oznaka: C-16 in U-27)
- Cessna 210 Centurion
- Cessna P260 (Am. vojaška oznaka: C-106 Loadmaster)
- Cessna T240
- Cessna 303 Crusader
- Cessna 305 Bird Dog (Am. vojaška oznaka: O-1, L-19 in OE-1)
- Cessna 308
- Cessna 309
- Cessna 310 (Am. vojaška oznaka: L-27 in U-3)
- Cessna 318 (Am. vojaška oznaka: T-37 Tweet, Cessna A-37 Dragonfly in YT-48)
- Cessna 319
- Cessna 320 Skyknight
- Cessna 321 (Am. vojaška oznaka: O-1C in OE-2)
- Cessna 325
- Cessna 327
- Cessna 330
- Cessna 335
- Cessna 336 Skymaster
  - Cessna 337 Skymaster (Am. vojaška oznaka: Cessna O-2 Skymaster)
- Cessna 340
- Cessna 350 Corvalis, v preteklosti Columbia 350
- Cessna 400 Corvalis TT, v preteklosti Columbia 400
- Cessna 401 Utiliner in Businessliner
- Cessna 402 Utiliner in Businessliner
- Cessna 404 Titan II (Am. vojaška oznaka: C-28)
- Cessna 406 Caravan II
- Cessna 407
- Cessna 411
- Cessna 414 Chancellor
- Cessna 421 Golden Eagle
- Cessna 425 Conquest I
- Cessna 435 Conquest II
- Cessna 441 Conquest II
- Cessna 500 Citation I
  - Cessna 501 Citation ISP
- Cessna 510 Citation Mustang
- Cessna 525 CitationJet, CJ1, CJ1+
  - Cessna 525A CJ2, CJ2+
  - Cessna 525B CJ3
  - Cessna 525C CJ4
- Cessna 526 CitationJet
- Cessna 550 Citation II, Cessna Citation Bravo
  - Cessna 551 Citation IISP
  - Cessna 552 (Am. vojaška oznaka: T-47A)
  - Cessna S550 Citation SII
- Cessna 560 Citation V, Citation Ultra, Citation Encore, Citation Encore+ (Am. vojaška oznaka: UC-35)
- Cessna Citation 560XL Excel, XLS, XLS+
- Cessna 620
- Cessna 650 Citation III, Citation VI, Citation VII
- Cessna 680 Citation Sovereign
- Cessna 750 Citation X
- Cessna 850 Citation Columbus
- Cessna Citation M2
- Cessna 1014 XMC
- Cessna Citation Latitude
- Cessna Citation Longitude

## Reims-Cessna
Letala, ki jih je proizvajalac Reims Aviation:
- Reims-Cessna F150
- Reims-Cessna F152
- Reims-Cessna F172
- Reims Cessna F177
- Reims Cessna F182
- Reims Cessna F337
- Reims Cessna F406 Caravan II